# Camillo Vaz
Camillo Vaz, né le 26 septembre 1975 à Suresnes, est un entraîneur de football français. Il est actuellement à la tête du GPSO 92 Issy évoluant en Division 1.

## Biographie
Joueur de football au Racing dans sa jeunesse, où il intègre le centre de formation mais ne signera jamais pro, Camillo Vaz est devenu par la suite professeur d'EPS dans un lycée de Clichy, éducateur et entraîneur de football.
Recrutée par Brigitte Henriques, alors manager du PSG féminin, il entraîne pendant trois ans, de 2009 à 2012, les féminines du Paris Saint-Germain. La première année, il partage sa fonction avec Karine Noilhan, et emmène le PSG vers son premier titre, le Challenge de France 2010. L'année suivante, il prend seul la fonction d'entraîneur et les Parisiennes terminent pour la première fois à la deuxième place de D1, permettant une qualification historique en Ligue des champions. Sa troisième saison est décevante avec une quatrième place en championnat, il quitte le PSG en fin de saison. Un an et demi après son départ, il sort un livre intitulé « Football féminin, principes généraux et séances d'entraînement pour les seniors », destiné aux entraîneurs, où il raconte son expérience au plus haut niveau féminin.
Pendant sept ans, il s'est consacré aux sections football garçons et filles de Science Po Paris, et a également entraîné durant trois saisons à l'AF La Garenne-Colombes.
Le 22 février 2021, le GPSO 92 Issy officialise sa nomination à la tête de l'équipe première, actuellement onzième de D1 Arkema, en remplacement de Yacine Guesmia. Ce remplacement provoque l'incompréhension des joueuses, qui n'hésitent à exprimer leur mécontentement.

## Statistiques
| Saison                | Club                    | Championnat           | Championnat | Championnat | Championnat | Championnat | Coupe nationale | Coupe nationale | Coupe nationale | Coupe nationale | Coupe d'Europe | Coupe d'Europe | Coupe d'Europe | Coupe d'Europe | Total  | Total | Total | Total | % Victoires |
| Saison                | Club                    | Division              | Matchs      | V           | N           | D           | Matchs          | V               | N               | D               | Matchs         | V              | N              | D              | Matchs | V     | N     | D     | % Victoires |
| --------------------- | ----------------------- | --------------------- | ----------- | ----------- | ----------- | ----------- | --------------- | --------------- | --------------- | --------------- | -------------- | -------------- | -------------- | -------------- | ------ | ----- | ----- | ----- | ----------- |
| 2009-2010             | Paris Saint-Germain (F) | Division 1            | 22          | 16          | 4           | 2           | 5               | 3               | 2               | 0               | -              | -              | -              | -              | 27     | 19    | 6     | 2     | 70,37 %     |
| 2010-2011             | Paris Saint-Germain (F) | Division 1            | 22          | 17          | 1           | 4           | 2               | 1               | 0               | 1               | -              | -              | -              | -              | 24     | 18    | 1     | 5     | 75 %        |
| 2011-2012             | Paris Saint-Germain (F) | Division 1            | 22          | 13          | 5           | 4           | 5               | 3               | 1               | 1               | 4              | 3              | 0              | 1              | 31     | 19    | 6     | 6     | 61,29 %     |
| Total PSG             | Total PSG               | Total PSG             | 66          | 46          | 10          | 10          | 12              | 7               | 3               | 2               | 4              | 3              | 0              | 1              | 82     | 56    | 13    | 13    | 68,29 %     |
| 2020-2021             | GPSO 92 Issy            | Division 1            | 0           | 0           | 0           | 0           | 0               | 0               | 0               | 0               | -              | -              | -              | -              | 0      | 0     | 0     | 0     |             |
| Total Issy            | Total Issy              | Total Issy            | 0           | 0           | 0           | 0           | 0               | 0               | 0               | 0               | -              | -              | -              | -              | 0      | 0     | 0     | 0     |             |
| Total sur la carrière | Total sur la carrière   | Total sur la carrière | 66          | 46          | 10          | 10          | 12              | 7               | 3               | 2               | 4              | 3              | 0              | 1              | 82     | 56    | 13    | 13    | 68,29 %     |